# Église Saint-Luc de Voillecomte
L’église Saint-Luc de Voillecomte est un édifice religieux catholique situé à Voillecomte, en France.

## Généralités
L'église est située sur le territoire de la commune de Voillecomte, dans le département de la Haute-Marne, en région Grand Est, en France. Elle est rattachée à la paroisse Saint-Jean-l’Évangéliste, qui fait partie du diocèse de Langres, dans le département de la Haute-Marne.

## Histoire
L'église relevait au XIIe siècle de l’abbaye bénédictine de Montier-en-Der. 
Le chœur et la tour du clocher ont été élevés dans la seconde moitié du XIIe siècle. La nef et ses collatéraux ont été reconstruits vers 1779, comme l’indique une date gravée sur un entrait de la charpente.
La tour de l'église est classée au titre des monuments historiques par arrêté du 26 décembre 1906. 

## Description
L’église adopte un plan allongé avec trois vaisseaux, une voûte en berceau brisé, et une couverture en tuiles mécaniques. Élément le plus ancien et le plus remarquable de l’édifice, le clocher roman, de plan carré, est percé de baies campanaires et couvert d’un toit à quatre pans.
La façade occidentale, sobre et massive, est typique des églises rurales champenoises. La sacristie, accolée au chevet, date du XIXe siècle. L’ensemble est construit en moellon enduit et pierre de taille.

## Mobilier
L'église possède une toile représentant saint Luc, daté du XVIIIe siècle, classé à titre objet des monuments historiques en 1978.

## Galerie

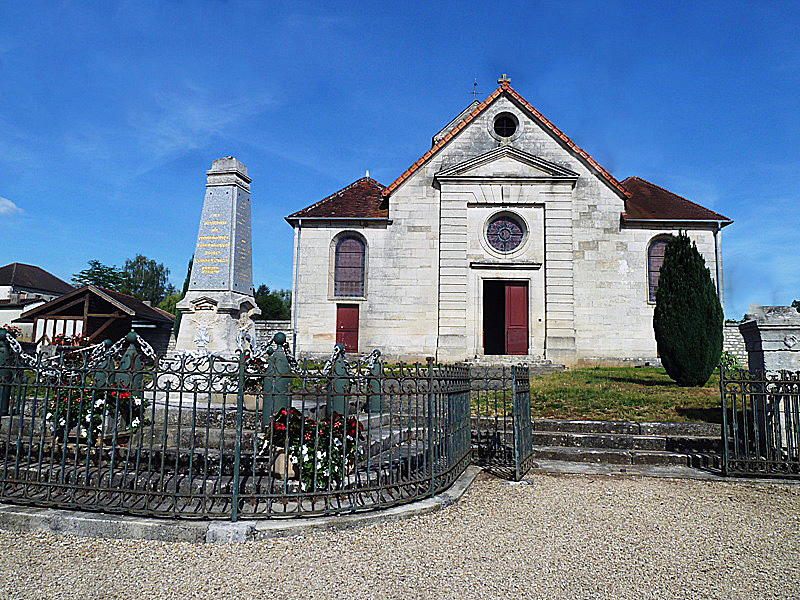
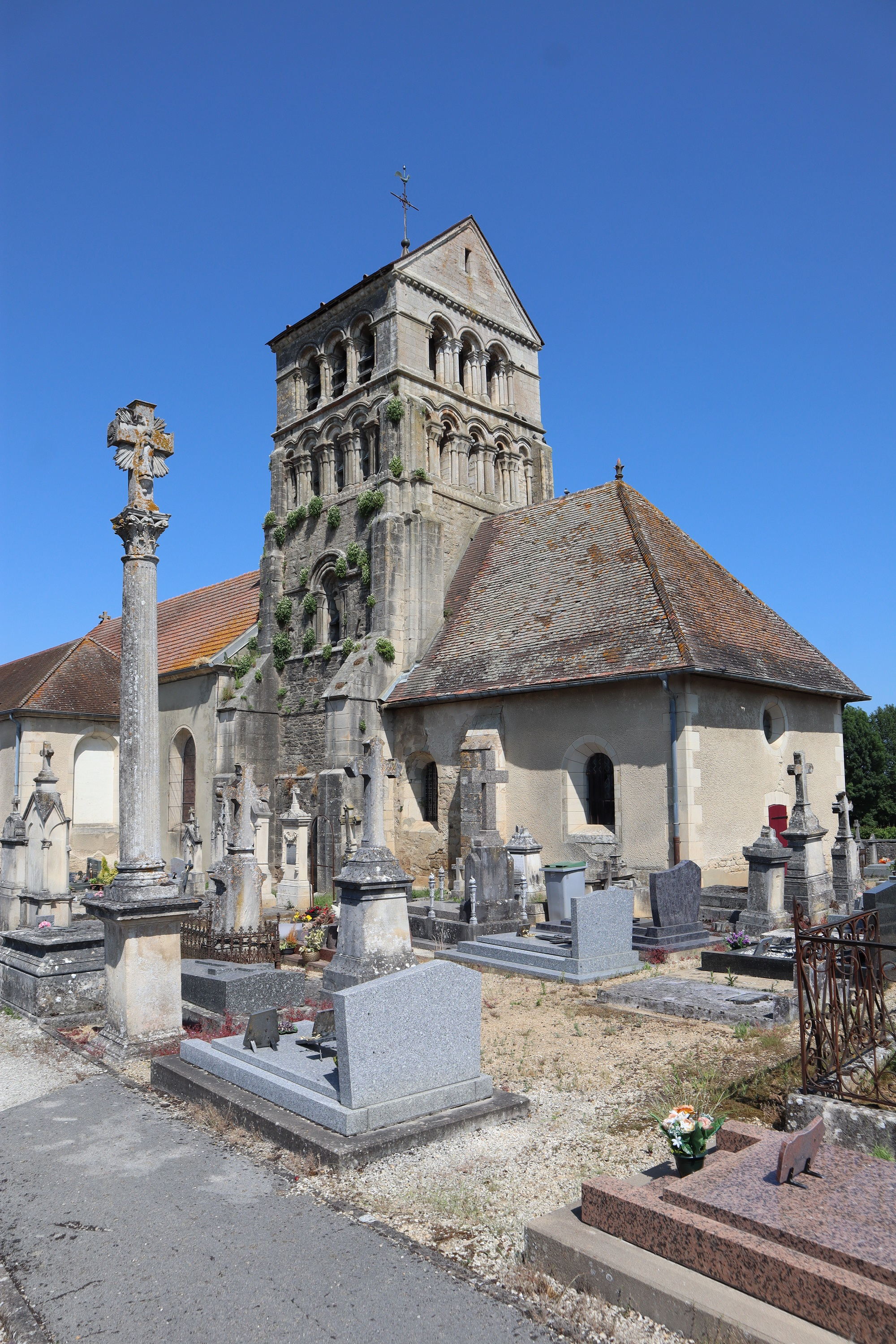
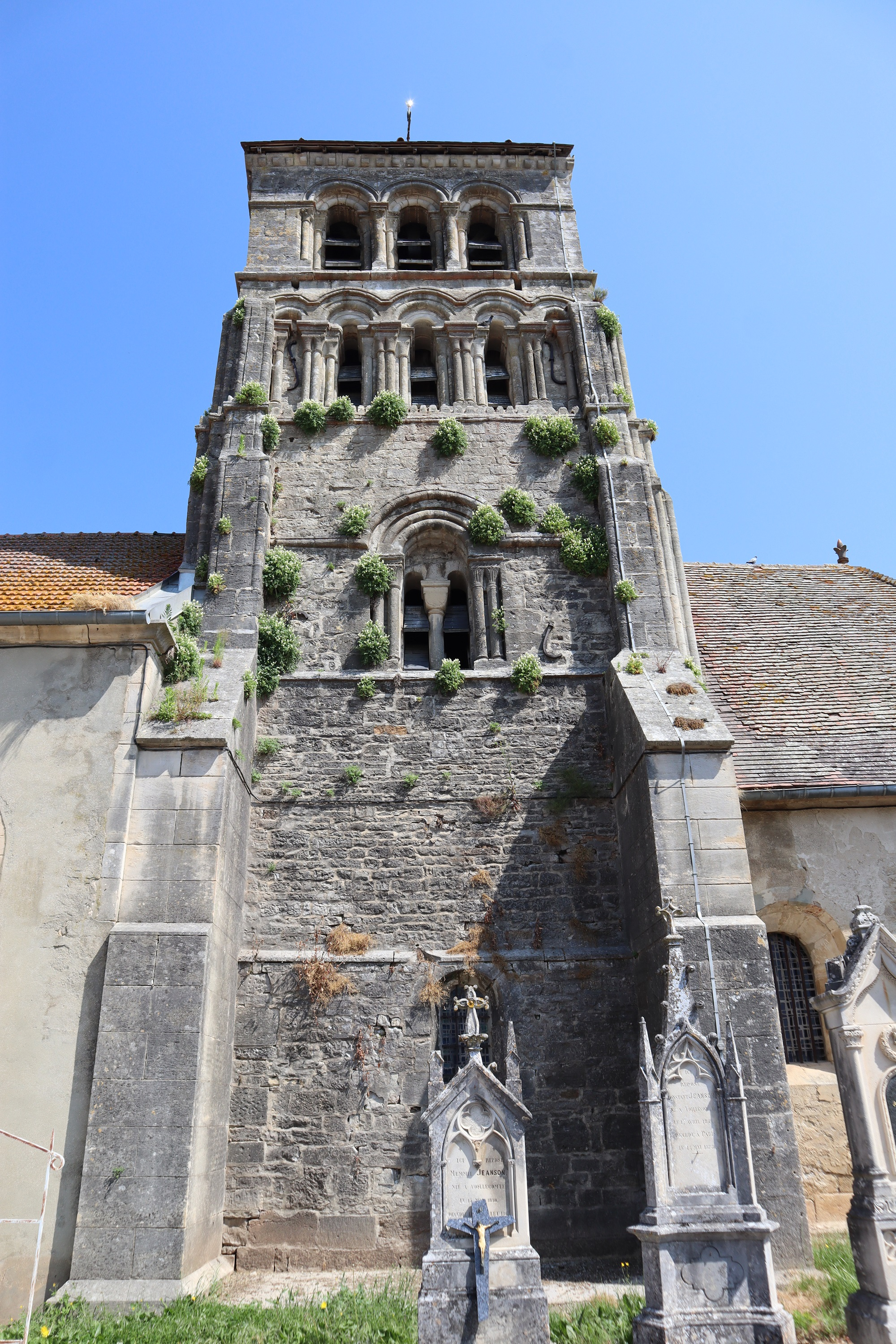